# عبد الوهاب بدرخان
عبد الوهاب بدرخان كاتب صحفي ومحلل سياسي يعيش في لندن. حائز على دبلوم الدراسات العليا في الإعلام من جامعة باريس.
عمل محرراً في جريدة النهار من 1974-1979، ثم انتقل إلى جريدة الحياة منذ إعادة صدورها من لندن 1988، ثم عمل مديرا لتحريرها ونائباً لرئيس التحرير.
له أبحاث جامعية متخصصة في تحليل أوضاع الصحافة العربية.